# Intenzivní pulzní světlo
IPL je zkratka pro intenzivní pulsní světlo (anglicky Intense Pulsed Light). Jedná se o širokospektrální světelný výboj, podobný laserovému paprsku, který produkuje xenonová výbojka. Ta je umístěna ve světlovodivé komoře, která usměrnuje světelný tok a v ideálním případě je vyrobena z tzv. safírového skla. Vlnová délka bývá zpravidla v rozmezí 490nm – 1200nm a pro různá užití IPL se vkládají mezi ošetřované místo a světelný zdroj různé barevné filtry, které omezují rozsah vlnových délek emitovaného světla. V závislosti na použitém krystalu (filtru) dochází k různým lomům světla a k produkci různých vlnových délek. Nastavením frekvence při emisi fotonů a také intenzitě (výkonu) světla je možné dosáhnout léčení ošetřované pokožky v dermatologii, trvalé epilaci v kosmetických salonech nebo též k omlazování pleti.

## Rozšířené použití
Pro zintenzivnění účinků IPL se stroje a technologie využívající pulzní světlo čím dál častěji začínají rozšiřovat o lékařskou radiofrekvenci, používanou též pro neinvazivní liposukci. Radiofrekvenční (RF) záření unipolární, bipolární nebo tripolární při ošetření IPL současně pozitivně působí na kožní kolagenovou vrstvu. Takové zařízení, které při jednom ošetření používá současně IPL a RF se nazývá Elight.